# Image Engine
Image Engine es una empresa con sede en Vancouver, Columbia Británica, Canadá, dedicada a la creación de efectos visuales y gráficos generados por ordenador para películas. En 2010 recibió una nominación al premio de la Academia por Mejores Efectos Visuales.

## Créditos

### 2013
- Lone Survivor
- Elysium
- R.I.P.D.
- Olympus Has Fallen
- Now You See Me
- Fast & Furious 6

### 2012
- La noche más oscura
- Battleship
- Safe House

### 2011
- Immortals
- The Thing
- Apollo 18
- Rise of the Planet of the Apes

### 2009
- The Twilight Saga: Eclipse
- Los Perdedores
- District 9[1]
- New in Town

### 2008
- The Day the Earth Stood Still
- The Incredible Hulk
- La piedra del destino
- Another Cinderella Story
- Lost Boys 2: The Tribe
- Tunnel Rats
- Vantage Point
- Snow Buddies
- Un chihuahua de Beverly Hills

### 2007
- Mr. Magorium y su tienda mágica
- Los 4 Fantásticos y Silver Surfer
- Blades of Glory
- Stargate SG-1: Dominion (#10.19)
- Stargate SG-1: Family Ties (#10.18)
- Stargate SG-1: Talion (#10.17)
- Stargate SG-1: Bad Guys (#10.16)
- Stargate SG-1: Bounty (#10.15)
- Stargate SG-1: The Shroud (#10.14)
- Stargate SG-1: Line in the Sand (#10.12)
- Stargate SG-1: The Quest: Part 2 (#10.11)
- White Noise 2: The Light
- The Last Mimzy

### 2006
- Night at the Museum
- Stargate Atlantis: Tao of Rodney (#3.14)
- Stargate Atlantis: Echoes (#3.12)
- Stargate Atlantis: The Return: Part 2 (#3.11)
- Stargate SG-1: The Quest: Part 1 (#10.10)
- Stargate SG-1: Company of Thieves (#10.9)
- Stargate SG-1: Counterstrike (#10.7)
- Stargate Atlantis: The Real World (#3.6)
- Stargate SG-1: 200 (#10.6)
- Stargate SG-1: Uninvited (#10.5)
- Three Moons Over Milford: Pilot (#1.1)
- Stargate Atlantis: Sateda (#3.4)
- Stargate SG-1: Insiders (#10.4)
- Stargate SG-1: The Pegasus Project (#10.3)
- Stargate SG-1: Morpheus (#10.2)
- Stargate SG-1: Flesh and Blood (#10.1)
- Slither: La Plaga
- Stargate SG-1: Camelot (#9.20)"
- Stargate SG-1: The Scourge (#9.17)"
- Stargate SG-1: Off the Grid (#9.16)"
- Stargate SG-1: Ethon (#9.15)"
- Stargate SG-1: Stronghold (#9.14)"
- Stargate Atlantis: Inferno (#2.19)"
- Stargate SG-1: Ripple Effect (#9.13)"
- Stargate SG-1: The Fourth Horseman: Part 2 (#9.11)"

### 2005
- Stargate Atlantis: The Hive (#2.11)"
- Stargate SG-1: The Fourth Horseman: Part 1 (#9.10)"
- Stargate Atlantis: Instinct (#2.7)"
- Stargate SG-1: Ex Deus Machina (#9.7)"
- Stargate SG-1: Beachhead (#9.6)"
- Stargate SG-1: The Powers That Be (#9.5)"
- Stargate SG-1: The Ties That Bind (#9.4)"
- Stargate SG-1: Origin (#9.3)"
- Stargate Atlantis: The Intruder (#2.2)"
- Stargate SG-1: Avalon: Part 2 (#9.2)"
- Stargate Atlantis: The Siege: Part 3 (#2.1)"
- Stargate SG-1: Avalon: Part 1 (#9.1)"
- Stargate SG-1: Moebius: Part 2 (#8.20)"
- Stargate SG-1: Moebius: Part 1 (#8.19)"
- Stargate SG-1: Reckoning: Part 2 (#8.17)"
- Stargate SG-1: Reckoning: Part 1 (#8.16)"
- Sci Fi Lowdown: Behind the Stargate - Secrets Revealed  (TV)

### 2004
- Taxi
- Yo, robot
- Scooby-Doo 2: Monsters Unleashed

### 2003
- X-Men 2

### 1997
- Stargate SG-1

### 1994
- Metro Cafe